# Зимневская сельская община
Зимневская сельская община (укр. Зимнівська сільська громада) — территориальная община во Владимирском районе Волынской области Украины.
Административный центр — село Зимнее.
Население составляет 9226 человек. Площадь — 245,3 км².
В соответствии с распоряжением Кабинета Министров Украины от 12 июня 2020 года, в состав общины вошла территория Березовичевского, Бубновского, Зимневского, Лётничевского, Селецкого, Хмелевковского и Хобултовского сельских советов Владимир-Волынского района.

## Населённые пункты
В состав общины входит 30 сёл:
- Зимнее
  - Горичев
  - Октавин
  - Фалемичи
  - Шистов
- Березовичевский старостинский округ:
  - Бегета
  - Берёзовичи
  - Бобичи
  - Межлесье
  - Хворостов
  - Яковичи
- Бубновский старостинский округ:
  - Бубнов
  - Маркостав
  - Руснов
  - Черчичи
- Лётничевский старостинский округ:
  - Владимировка
  - Когильное
  - Лётничье
  - Островок
  - Поничев
- Селецкий старостинский округ:
  - Мария-Воля
  - Селец
  - Честный Крест
- Хмелевковский старостинский округ:
  - Житани
  - Нехвороща
  - Хмелев
  - Хмелёвка
- Хобултовский старостинский округ:
  - Микуличи
  - Подгайцы
  - Хобултова